# American Psychiatric Association
American Psychiatric Association (APA) är en amerikansk organisation som i USA samlar läkare inom psykiatri. APA:s arbete har stor betydelse för psykiater i hela västvärlden och i stora delar av den övriga världen. Varje år ordnas en gigantisk kongress med tiotusentals ditresta läkare som ser och lyssnar till företrädarna för den senaste världsforskningen inom psykiatri, livsfilosofiska frågor och till exempel etik. Från Sverige brukar det komma några hundra psykiatrer, kanske tusen.
I Sverige är APA utanför kretsen av psykiatrifolk mest känt för den forskning som lett fram till Diagnostic and Statistical Manual of Mental Disorders, DSM. Det är en diagnosmanual där man har försökt att placera alla genetiskt besläktade sjukdomar nära varandra. APA har för DSM också tagit fram bland annat särskilda strukturerade intervjuformulär och samlingar av fall för studier. Framförallt har man i DSM övergett den äldre och orsaksbaserade diagnostiken. Det var svårt för två läkare att bli överens i det äldre systemet där diagnos var beroende av den sjukes barndomsupplevelser och trauma under särskilt barnaåren. Egentligen hade man behövt lika många diagnoser som sjuka med det övergivna diagnossystemet. I DSM är det i stället den sjukes olika symtom som avgör diagnos. Det är lättare för läkarna att bli överens om någon är rädd för att träffa folk eller inte än att bli överens om att patientens tidiga avvänjning från modersbröstet är avgörande för sjukdomsutveckling eller inte. Avsikten med DSM är att läkare såväl som forskare skall kunna vara överens om diagnos och vara överens om vad man talar om. Den femte definitiva upplagan av diagnosmanualen (DSM-5) gavs ut i maj, 2013.